# Johnny Jorgensen
John J. Jorgensen (28 de dezembro de 1921 - Charlotte, 19 de janeiro de 1973) foi um basquetebolista norte-americano que foi campeão da Temporada da NBA de 1948-49 jogando pelo Minneapolis Lakers.